# 萬姓統譜
《萬姓統譜》140卷，另附《歷代帝王姓系統譜》6卷和《氏族博考》14卷，亦稱《古今萬姓統譜》。明代萬曆年間凌迪知撰，內容以韻為綱，以姓為目，計收姓氏約3700個，每姓下先注郡望和五音，並考出姓氏所出，而後依時代先後，分列各姓下知名人物及其生平事蹟，同時具譜牒與傳記之用。《四庫全書提要》評云雖不免有龐雜牴牾之處，然網羅豐富，故世間頗為通行。
臺灣新興書局有影印明萬曆本，上海古籍出版社亦於1994年重刊，列為四部類書叢刊之一。

## 目錄
- 上平：1～26；125～128
- 下平：27～67；129～131
- 上聲：68～90；132～134
- 去聲：91～110；135～136
- 入聲：111～124；137～138

上面左邊為單姓卷，右邊為複姓卷
- 外族：139～140